# Taryfa gwarantowana
Taryfa gwarantowana (ang. feed-in tariff, FIT) – mechanizm polityki państwa mający na celu przyspieszenie inwestycji w zakresie technologii energii odnawialnych. Mechanizm ten przyczynia się do osiągnięcia celu poprzez oferowanie długoterminowych kontraktów dla producentów energii odnawialnej, zwykle na podstawie kosztów wytwarzania poszczególnych technologii. Technologie takie jak na przykład energia wiatrowa, otrzymują niższą cenę za kWh, natomiast ogniwom słonecznym i elektrowniom wykorzystującym energię pływów morskich oferuje się wyższą cenę, co odzwierciedla wyższe koszty.
Ponadto taryfy często zawierają „taryfową degresję” – mechanizm, zgodnie z którym cena (lub taryfa) spada w czasie. Robi się to w celu monitorowania oraz zachęcania do obniżania kosztów technologii. Celem taryf jest oferowanie rekompensaty kosztów produkcji energii ze źródeł odnawialnych, zapewniając gwarancję ceny oraz długoterminowe kontrakty, które wspierają finansowanie inwestycji w energię odnawialną. Obecnie taryfy gwarantowane stosują 73 kraje (w tym 20 z 28 krajów członkowskich UE).

## System taryf gwarantowanych w Polsce
Wprowadzenie systemu taryf gwarantowanych w Polsce przewidywał rządowy projekt ustawy o odnawialnych źródłach energii z 2012 r., która zgodnie z przepisami Unii Europejskiej (Dyrektywa Parlamentu Europejskiego i Rady 2009/28/WE z dnia 23 kwietnia 2009 r. w sprawie promowania stosowania energii ze źródeł odnawialnych) miała być uchwalona do końca 2010 roku a jej niewdrożenie spowodowało postawienie Polski przed Europejskim Trybunałem Sprawiedliwości. System taryf gwarantowanych został usunięty z rządowego projektu ustawy o OZE z 2014 r., ale poprawka go przywracająca została przegłosowana (wniosek mniejszości) w Sejmie 16 stycznia 2015 r. stosunkiem 220:218 głosów.